# Philipp Gretscher
Philipp Gretscher (ur. 6 grudnia 1859 w Koblencji, zm. 17 stycznia 1937 w Szczecinie) – niemiecki kompozytor, dyrygent chóralny i nauczyciel śpiewu.

## Życiorys
Był synem nauczyciela muzyki. Początkowo studiował medycynę na uniwersytecie w Lipsku, w 1883 roku zdał państwowy egzamin lekarski. Ostatecznie zdecydował się jednak poświęcić muzyce. Uczył się śpiewu u Franza Litzingera i gry na fortepianie u Juliusa Tauscha w Düsseldorfie. Początkowo działał jako śpiewak, nauczyciel i dyrygent chórów w Düsseldorfie, Eupen i Akwizgranie. W 1901 roku osiadł w Szczecinie, gdzie prowadził szkołę śpiewu. Działał też jako krytyk muzyczny.
Komponował pieśni, ballady, utwory chóralne i melodramaty. Był autorem m.in. pieśni Heilig Vaterland i zbioru pieśni Kriegslieder.